# Achille Manara
Achille Manara (Bologna, 20 novembre 1827 – Ancona, 15 febbraio 1906) è stato un cardinale e arcivescovo cattolico italiano.

## Biografia
Nacque a Bologna il 20 novembre 1827.
Papa Leone XIII lo elevò al rango di cardinale nel concistoro del 29 novembre 1895.
Partecipò al conclave del 1903 che elesse Pio X.
Morì il 15 febbraio 1906 all'età di 78 anni.

## Genealogia episcopale
La genealogia episcopale è:
- Cardinale Scipione Rebiba
- Cardinale Giulio Antonio Santori
- Cardinale Girolamo Bernerio, O.P.
- Arcivescovo Galeazzo Sanvitale
- Cardinale Ludovico Ludovisi
- Cardinale Luigi Caetani
- Cardinale Ulderico Carpegna
- Cardinale Paluzzo Paluzzi Altieri degli Albertoni
- Papa Benedetto XIII
- Papa Benedetto XIV
- Cardinale Enrico Enriquez
- Arcivescovo Manuel Quintano Bonifaz
- Cardinale Buenaventura Córdoba Espinosa de la Cerda
- Cardinale Giuseppe Maria Doria Pamphilj
- Papa Pio VIII
- Papa Pio IX
- Cardinale Raffaele Monaco La Valletta
- Cardinale Achille Manara